# Pico Zamburria
El pico Zamburria es una montaña de 2126 m de altitud que se yergue sobre los puertos de Riofrío, al suroeste de Vega de Liébana (Cantabria). Esta elevación se sitúa a 2,4 km de Peña Prieta en línea recta y en dirección noreste.

## Rutas de acceso
Son varias las rutas de montañismo que llegan al pico Zamburria. Desde Barrio, Ledantes y Cucayo hay pistas ganaderas que conducen hasta la base del pico. También se accede desde el puerto de San Glorio a través del Collado Robadorio y el valle de Cubil del Can. Desde León se puede acceder partiendo de Llánaves de la Reina.

## Lugar de Interés Geológico (LIG)

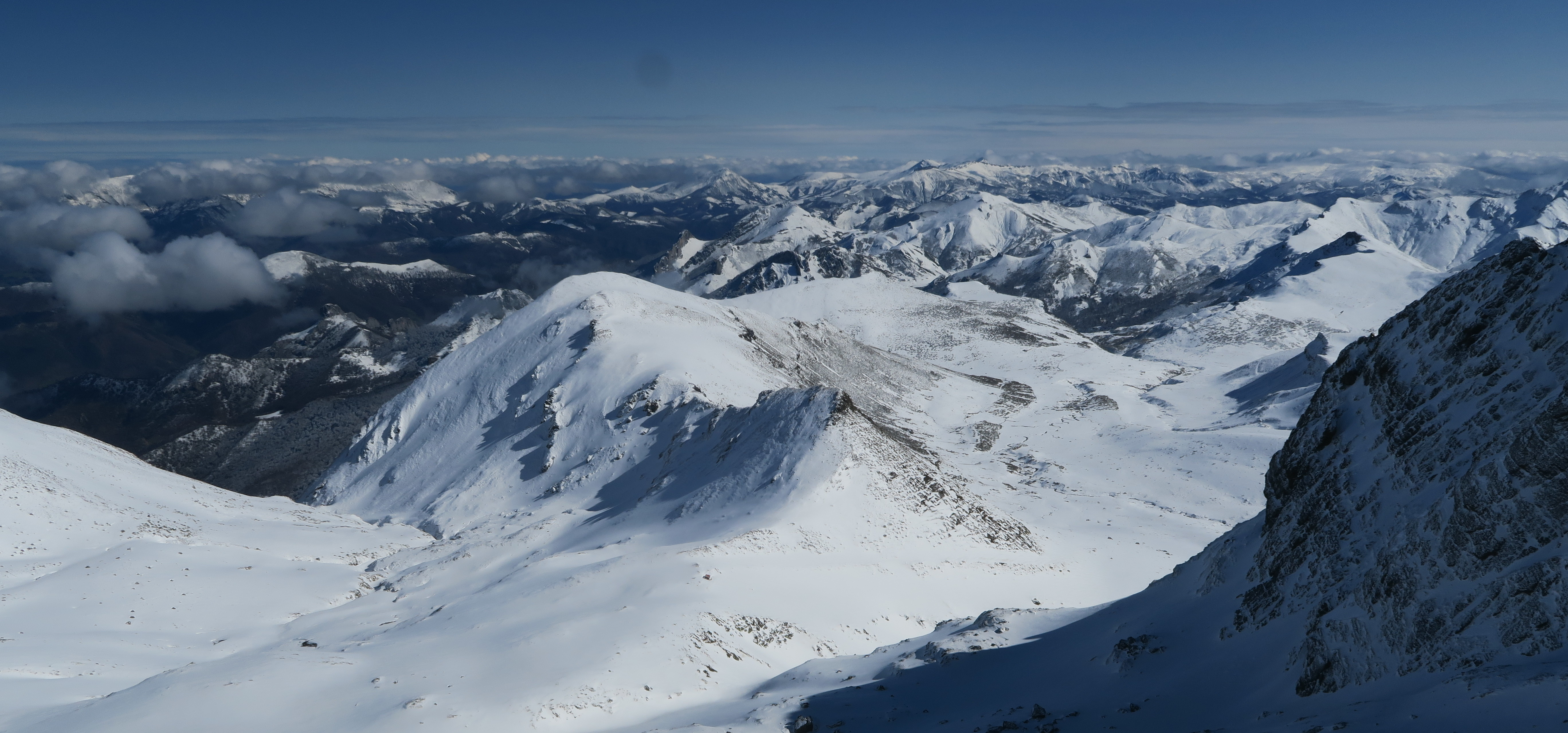
Pico Zamburria en el centro de la imagen. Es la cumbre redondeada que destaca a la izquierda

El pico Zamburria se integra en el área catalogada desde 2015 como LIG (Lugar de Interés Geológico) por el Ministerio de Ciencia español. Dicho LIG comprende en torno a 750 hectáreas en la cabecera del valle de río Frío (cuenca del río Deva), en el extremo suroeste de la Comunidad Autónoma de Cantabria y limitando con las provincias de León y Palencia. Se trata de una zona de alta montaña silícea, donde se ubica la cumbre más elevada de la cordillera Cantábrica fuera de Picos de Europa (Peña Prieta, 2539 m). La altitud mínima de toda esta zona se encuentra a 1665 m y su altitud media es de 1980 m s. n. m.
Esta zona presenta un modelado glaciar ejemplar, con circos, cubetas y morrenas en buen estado de conservación y formas muy frescas, algunas quizás relacionadas con la Pequeña Edad del Hielo. En especial, destacan como unos de los mejores ejemplos de la Cordillera, los circos de Los Altares y Campollo (con más de 500 m de desnivel y más de 1 km de anchura), así como la morrena central de los puertos de Riofrío, de más de 1,5 km de longitud. Aquí, pues, aparece un modelado glaciar de relevancia nacional.